# Бистринськ
Би́стринськ (рос. Быстринск) — селище у складі Ульчського району Хабаровського краю, Росія. Входить до складу Бистринського сільського поселення.

## Населення
Населення — 252 особи (2010; 382 у 2002).
Національний склад (станом на 2002 рік):
- росіяни — 77 %